# Onthophagus hassoni
Onthophagus hassoni là một loài bọ cánh cứng trong họ Bọ hung (Scarabaeidae).